# De muziekles
Buổi học nhạc (tiếng Hà Lan: De muziekles; Tiếng Anh: The music lesson) là bức tranh vẽ một nữ sinh trẻ đang học nhạc cùng một người đàn ông. Miệng người đàn ông hơi há hốc tạo cảm giác như anh ta đang hát theo điệu nhạc mà cô gái trẻ đang chơi. Điều này cho thấy rằng có một mối quan hệ giữa hai nhân vật và ý tưởng về tình yêu và âm nhạc được kết nối với nhau. Đây là chủ đề phổ biến của nghệ thuật Hà Lan trong khoảng thời gian này. Vermeer luôn sử dụng những đồ vật giống nhau trong các bức tranh của mình như tấm thảm trải sàn, bình đựng nước màu trắng, nhiều dụng cụ khác nhau, sàn lát gạch và cửa sổ truyền ánh sáng và bóng tối. Đây là một trong số ít bức tranh do Vermeer vẽ được lưu giữ tại nhà cho đến khi ông qua đời vào năm 1675 khi gia đình ông buộc phải bán chúng. Nó đã trở thành một phần của Bộ sưu tập Hoàng gia và hiện được trưng bày trong Phòng trưng bày của Nữ hoàng tại Cung điện Buckingham ở London.